# Le Prêcheur
Le Prêcheur   es una población y comuna francesa, situada en la región de Martinica, departamento de Martinica, en el distrito de Saint-Pierre, Martinica y cantón de Le Prêcheur.

## Geografía

### Ubicación
Le Prêcheur  se encuentra en el extremo norte de la Martinica 10 km  Saint-Pierre.

### Clima
El clima es tropical.

## Demografía
|                        | 2613 | 2284 | 2005 | 2050 | 1844 | 1717 |
| según define el INSEE. |      |      |      |      |      |      |

## Personalidades vinculadas en la comuna
- Françoise d'Aubigné futura Madame de Maintenon, pasó su infancia e hizo un regalo a la torre de la iglesia.

## Lugares y monumentos
- Habitación Cerón
- Anse Snake
- Un sendero se puede conectar Le Prêcheur  Grand'Rivière
- Buque insignia Le Prêcheur